# ارو میلونوف
اِرو میلونوف (فنلاندی: Eero Milonoff؛ ‏ ۱ مهٔ ۱۹۸۰) بازیگر اهل فنلاند است.
از فیلم‌هایی که وی در آن نقش داشته‌است، می‌توان به شادترین روز زندگی اولی ماکی، مرز، پسران بد، موسیقی عامه‌پسند، راز گرگ، کشیش شریر و اومرتا ۶/۱۲ اشاره کرد.